# Concours International de Fantasie Classique 1932

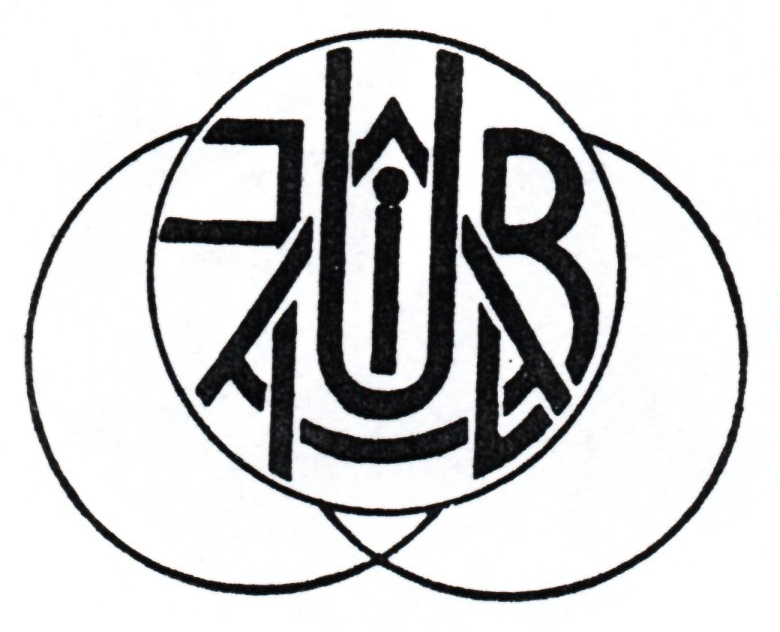
Logo UIFAB (ausrichtender Verband)

Die Concours International de Fantasie Classique 1932 war das 2. Turnier in dieser Disziplin des Karambolagebillards und fand vom 7. bis zum 9. Mai 1932 in Lille statt.

## Geschichte
Das zweite Concours International de Fantasie Classique fand direkt nach der Cadre-71/2-Weltmeisterschaft 1932 im französischen Lille statt. Jeder Akteur musste die vorgegebenen 48 Figuren spielen. Da mehr verschiedene Figuren gespielt wurden, gab es auch eine besser sortierte Abachlußtabelle. Sieger wurde der Spanier Armando Martinez Sagi. Sein Sieg war aber ein wenig glücklich. Bei der Figur Nr. 12 verfehlte er die Karambolage. Erst durch einen glücklichen Konter, im deutschen auch Fuchs genannt, traf er Ball drei. Daraufhin wurde das Reglement geändert. Dadurch wurden Füchse nicht mehr gewertet. Platz zwei verteidigte der Ägypter Edmond Soussa vor Claudio Puigvert aus Spanien. Als Schiedsrichter wurde der sehr bekannte Pariser Billardmeister Roger Conti verpflichtet.

## Modus
Gespielt wurden 48 verschiedene Figuren mit verschiedenen Punktewertungen. Jeder Teilnehmer hatte pro Figur vier Versuche. Die maximale Punktzahl betrug 289 Punkte.

Gewertet wurde wie folgt:
1. Punkte = Erzielte Punkte
2. Versuche = Anzahl der gespielten Versuche
3. gelöste Figuren = gelöste Figuren
4. % = Prozentual erreichte Punkte

## Abschlusstabelle
| Platz                        | Name                  | Punkte | Versuche | gel. Figuren | %     |
| ---------------------------- | --------------------- | ------ | -------- | ------------ | ----- |
| 1                            | Armando Martinez Sagi | 93     | 163      | 18           | 32,17 |
| 2                            | Edmond Soussa         | 84     | 162      | 15           | 29,06 |
| 3                            | Claudio Puigvert      | 74     | 166      | 14           | 25,60 |
| 4                            | Carel B. Koopman      | 72     | 176      | 13           | 24,91 |
| 5                            | Jean Albert           | 65     | 171      | 13           | 22,49 |
| 6                            | Jacques Davin         | 59     | 175      | 12           | 20,41 |
| 7                            | Alfredo Ferraz        | 57     | 178      | 11           | 19,72 |
| 8                            | Constant Côte         | 51     | 171      | 12           | 17,64 |
| 9                            | Jean de Gasparin      | 35     | 182      | 9            | 12,11 |
| 10                           | Louis Sevilla         | 34     | 179      | 7            | 11,76 |
| 11                           | Otto Unshelm          | 22     | 186      | 5            | 7,61  |
| 12                           | Adolf Andriessen      | 20     | 187      | 4            | 6,92  |
| Turnierdurchschnitt: 19,20 % |                       |        |          |              |       |